# KV54
Situé dans la vallée des Rois, dans la nécropole thébaine sur la rive ouest du Nil face à Louxor en Égypte, KV 54 est une cache pour le matériel d'embaumement de Toutânkhamon, à la suite du pillage de sa tombe (KV62).
La découverte de cette cache fut interprétée à l'époque comme étant la tombe de ce pharaon qui avait été pillée dans l'antiquité et que ce qu'elle contenait était tout ce qui en subsistait. Cependant son contenu intact et la qualité des pièces qui y ont été découvertes comme un minuscule masque doré indiquaient davantage qu'il s'agissait d'une cache utilisée à la suite des funérailles du jeune roi.
Howard Carter ne s'y trompa pas et chercha la véritable tombe de Toutânkhamon ailleurs, pensant, à juste titre, qu'elle restait à découvrir.

## Photos

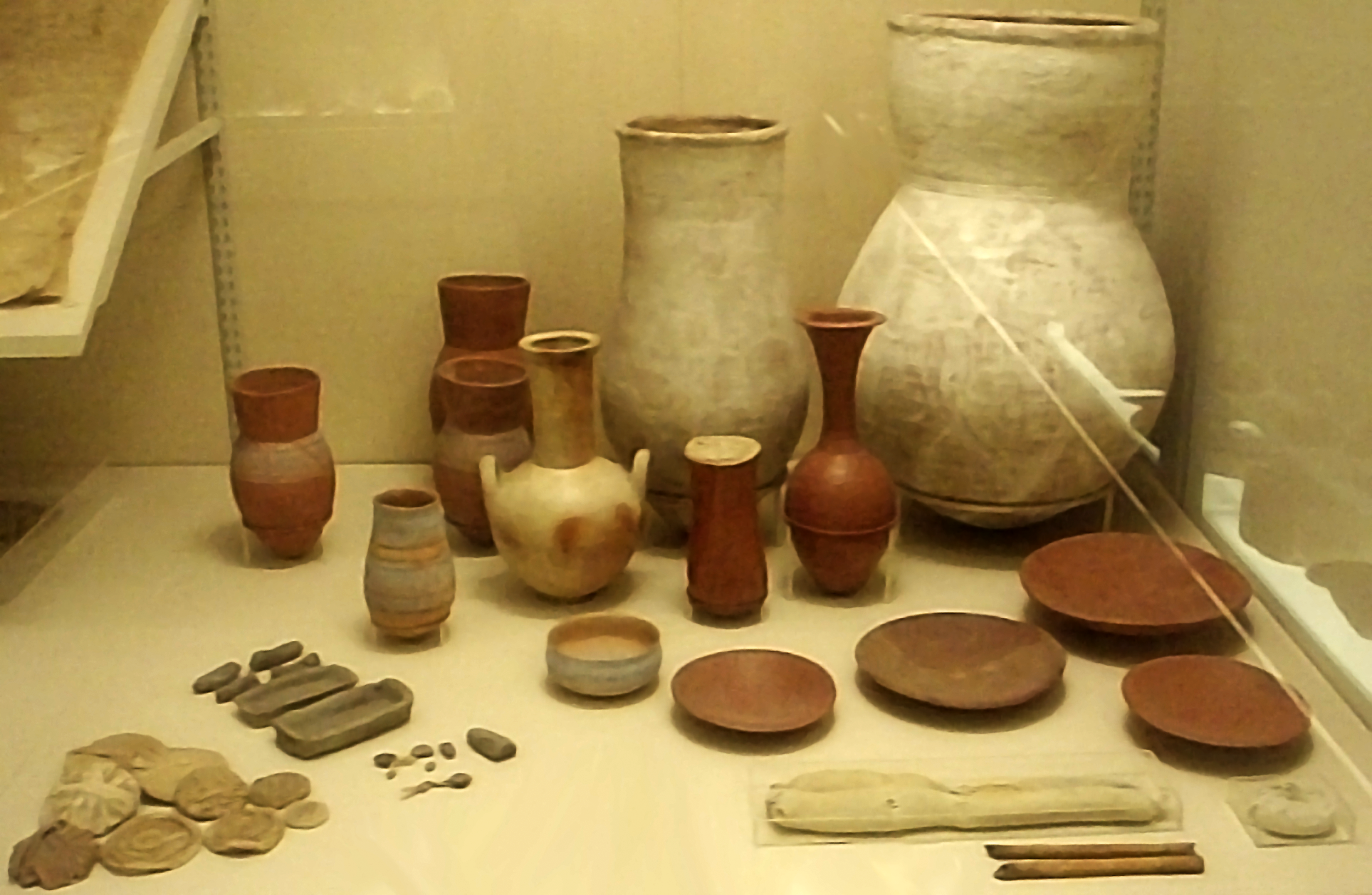
vue d'une partie du contenu de la cache exposé au Metropolitan Museum of Art - New York
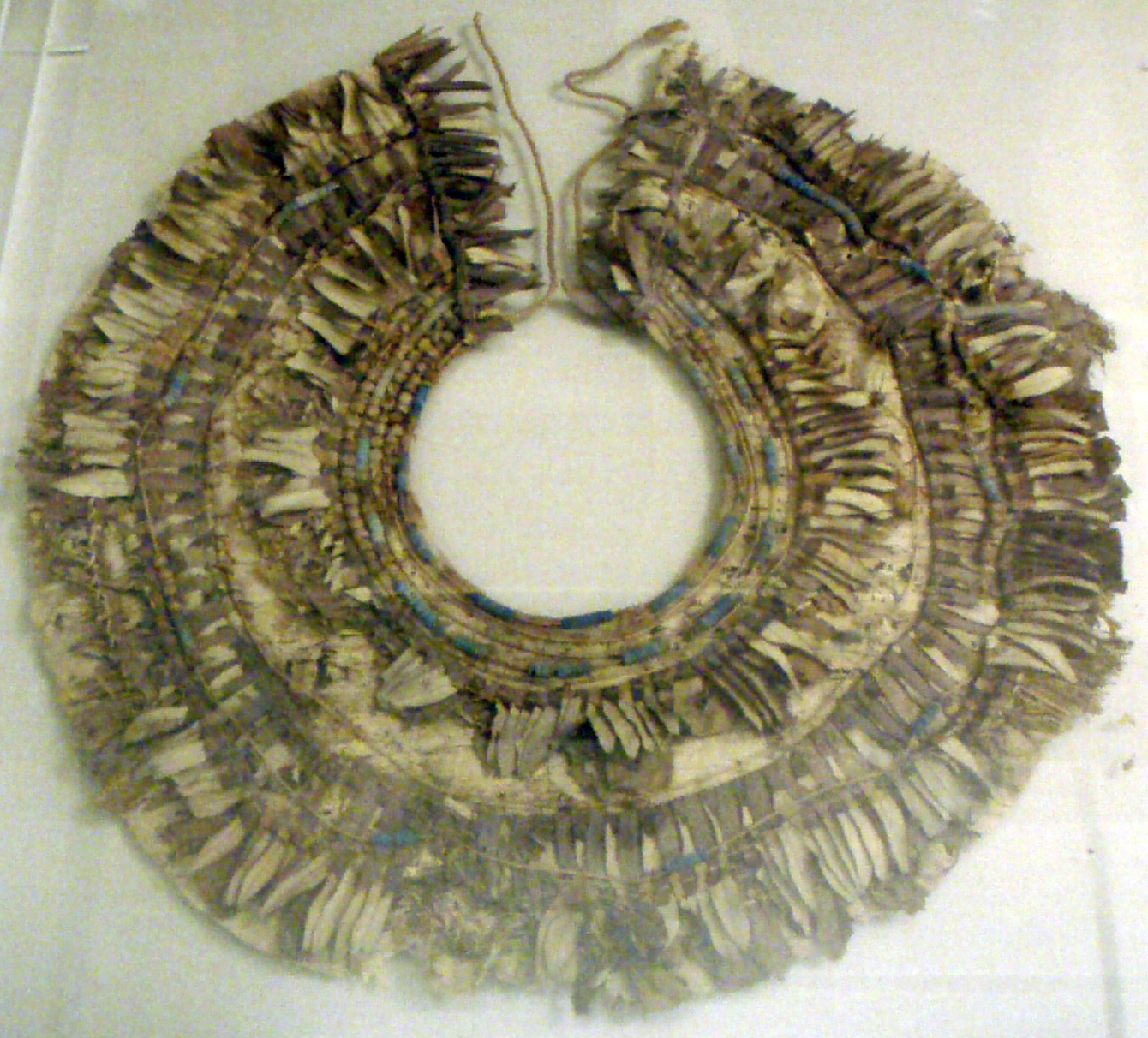
Grand collier floral utilisé lors de la cérémonie funéraire du roi, retrouvé dans la cache KV54 - Metropolitan Museum of Art - New York
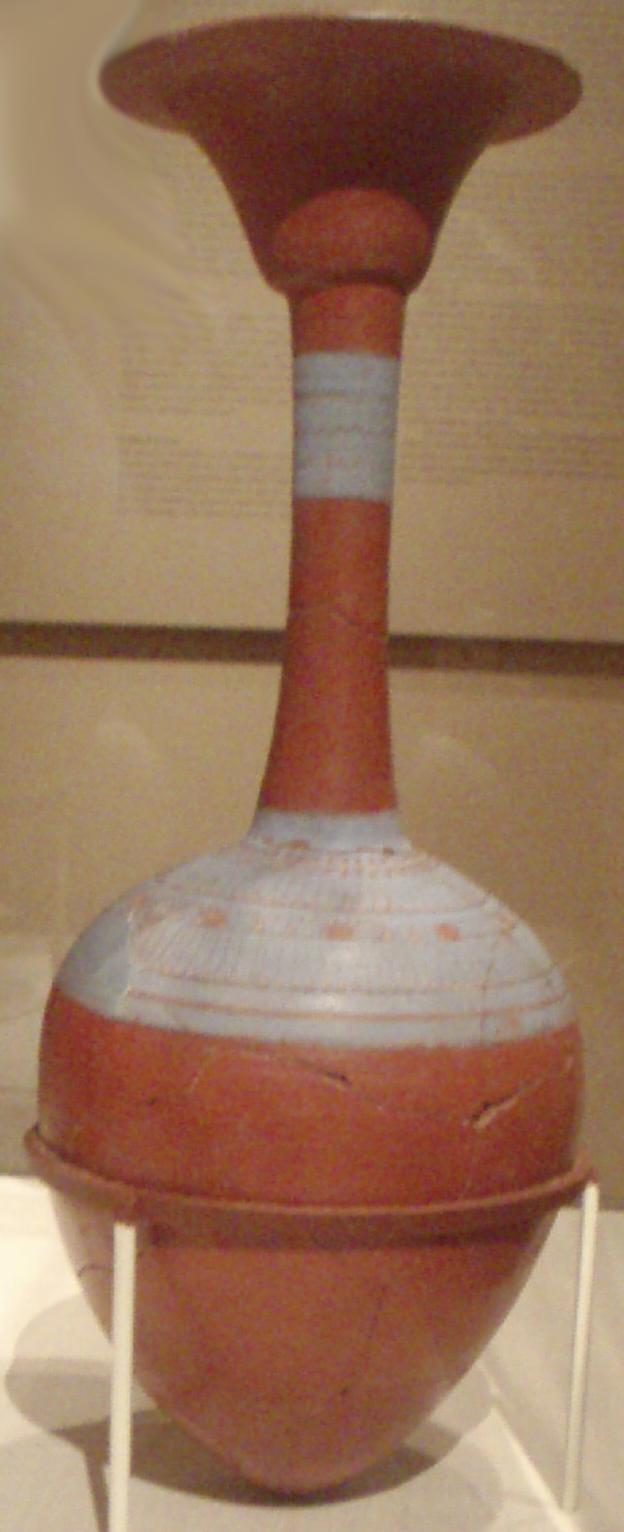
Grand vase découvert dans la cache KV 54 - Metropolitan Museum of Art - New York
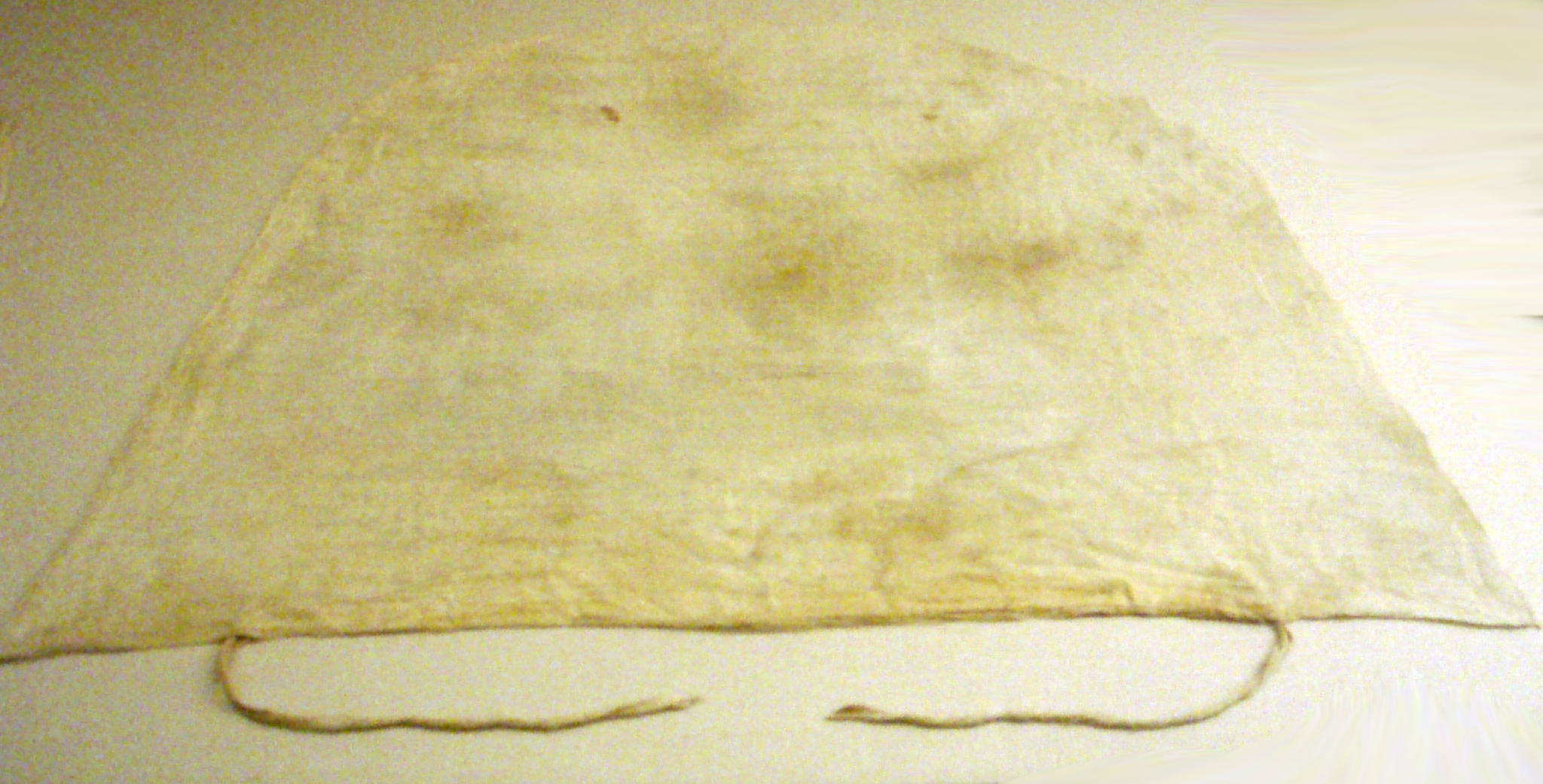
Pièce de lin retrouvée dans la cache KV54 - Metropolitan Museum of Art - New York
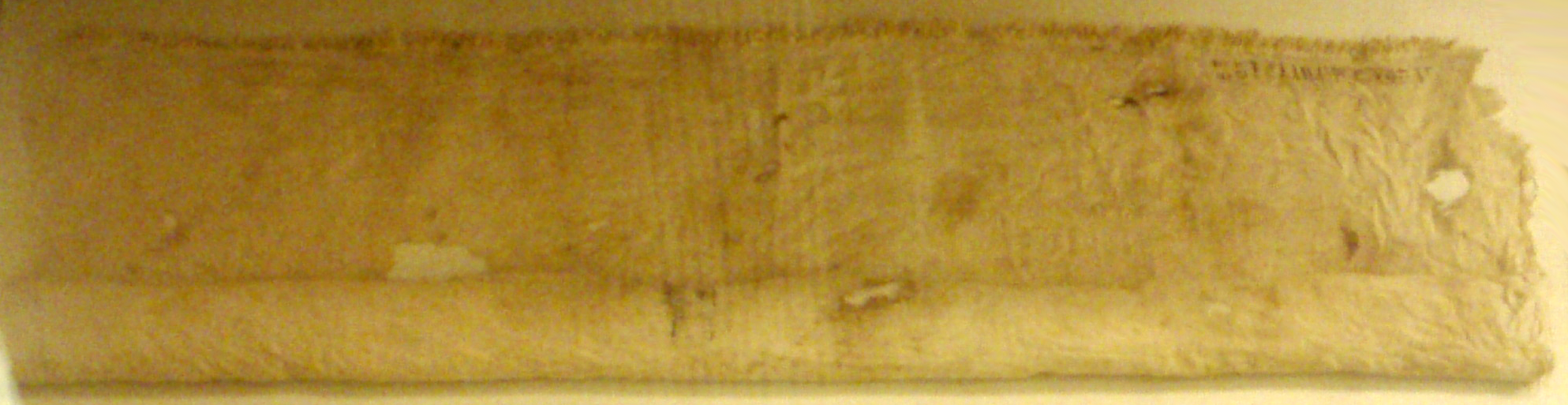
Pièce de lin portant une inscription en hiératique mentionnant Toutankhamon, découverte dans la cache KV54 - Metropolitan Museum of Art - New York

## Sources
- Carl Nicholas Reeves & Richard H. Wilkinson, The Complete Valley of the Kings, Thames and Hudson, London, 1996
- Alberto Siliotti, Guide to the Valley of the Kings and to the Theban Necropolises and Temples, A.A. Gaddis, Cairo, 1996